# Misumena amabilis
Misumena amabilis är en spindelart som beskrevs av Eugen von Keyserling 1880. Misumena amabilis ingår i släktet Misumena och familjen krabbspindlar.
Artens utbredningsområde är Peru. Inga underarter finns listade i Catalogue of Life.